# Friuladria Credit Agricole Tennis Cup
Friuladria Credit Agricole Tennis Cup — мужской профессиональный международный теннисный турнир, проходящий летом в Корденонсе (Италия) на грунтовых кортах. С момента создания относится к категории турниров ATP Challenger с призовым фондом около 42,5 тысяч евро и турнирной сеткой, рассчитанной на 32 участника в одиночном разряде и 16 пар.

## Общая информация
Мужской профессиональный чемпионат в итальянской провинции Порденоне проводится с 2004 года, традиционно являясь одним из последних турниров летней грунтовой серии. Наиболее статусная часть истории приза пришлось на 2008-12 год, когда призовой фонд чемпионата равнялся 100 тысячам долларов.
За время проведения соревнования лишь раз организаторы не смогли выявить чемпиона — в 2005 году, из-за погодных условий, не был проведён титульный матч парного турнира.
Победители и финалисты
За время проведения приза ни одному из участников не удалось победить на нём дважды. Наиболее близок к статусу двукратного чемпиона испанец Даниэль Химено-Травер — победитель одиночного турнира в дебютный год, участник несостоявшегося парного финала 2005 года и финалист одиночного турнира-2012. По два участия в финалах и по одной победе у целого ряда участников, включая представителей Италии Марко Круньолу и Потито Стараче.
Хозяева соревнований наиболее успешно выступали в парном разряде, где шестеро итальянцев становились чемпионами, причём дважды побеждали чисто итальянские пары, а в 2007 году состоялся чисто итальянский финал. В одиночном разряде единственным итальянским финалистом и победителем турнира стал Филиппо Воландри в 2008 году.

## Финалы прошлых лет
| Год  | Победитель                | Финалист                  | Счёт          |
| ---- | ------------------------- | ------------------------- | ------------- |
| 2014 | Альберт Монтаньес         | Потито Стараче            | 6-2, 6-4      |
| 2013 | Пабло Карреньо Буста      | Грегуар Бюркье            | 6-4, 6-4      |
| 2012 | Паоло Лоренци             | Даниэль Химено-Травер     | 7-65, 6-3     |
| 2011 | Даниэль Муньос-де ла Нава | Николас Пастор            | 6-4, 2-6, 6-2 |
| 2010 | Стив Дарси                | Даниэль Муньос-де ла Нава | 6-2, 6-4      |
| 2009 | Петер Лучак               | Оливье Рохус              | 6-3, 3-6, 6-1 |
| 2008 | Филиппо Воландри          | Оскар Эрнандес            | 6-3, 7-5      |
| 2007 | Максимо Гонсалес          | Мариано Пуэрта            | 2-6, 7-5, 7-5 |
| 2006 | Константинос Икономидис   | Матьё Монкур              | 6-3, 6-2      |
| 2005 | Карлос Берлок             | Жером Энель               | 7-64, 6-4     |
| 2004 | Даниэль Химено-Травер     | Даниэль Кёллерер          | 4-6, 6-4, 6-3 |

| Год  | Победители                                                                 | Финалисты                                                                  | Счёт             |
| ---- | -------------------------------------------------------------------------- | -------------------------------------------------------------------------- | ---------------- |
| 2014 | Потито Стараче Адриан Унгур                                                | Франтишек Чермак Лукаш Длоуги                                              | 6-2, 6-4         |
| 2013 | Марин Драганя Франко Шкугор                                                | Норберт Гомбош Роман Ебавы                                                 | 6-4, 6-4         |
| 2012 | Лукаш Длоуги Михал Мертиняк                                                | Филипп Маркс Флорин Мерджа                                                 | 5-7, 7-5, [10-7] |
| 2011 | Михаэль Кольманн Юлиан Ноул                                                | Адам Фини Колин Эбелтайт                                                   | 2-6, 7-5, [10-5] |
| 2010 | Рогир Вассен Робин Хасе                                                    | Джеймс Серретани Адиль Шамасдин                                            | 7-614, 7-5       |
| 2009 | Джеймс Серретани Тревис Реттенмайер                                        | Петер Лучак Алессандро Мотти                                               | 4-6, 6-3, [11-9] |
| 2008 | Алессио ди Мауро Марко Круньола                                            | Игорь Зеленай Давид Шкох                                                   | 1-6, 6-4, [10-6] |
| 2007 | Алессандр да Коль Андреа Стоппини                                          | Альберто Брицци Марко Педрини                                              | 6-3, 7-65        |
| 2006 | Франческо Альди Ловро Зовко                                                | Марко Круньола Марко Педрини                                               | 6-4, 6-3         |
| 2005 | Даниэль Кёллерер / Оливер Марах Мелле ван Гемерден / Даниэль Химено-Травер | Даниэль Кёллерер / Оливер Марах Мелле ван Гемерден / Даниэль Химено-Травер | Финал отменён    |
| 2004 | Леонардо Адзаро Корнель Бардоцки                                           | Андреа Мерати Кристоф Рохус                                                | 6-2, 6-0         |